# Элагабалий

План Элагабалия. Слева снизу ― план церкви Сан-Себастьяно-аль-Палатино

Элагабалий (лат. Elagabalium) ― храм, построенный римским императором Гелиогабалом (Элагабалом). Располагался в северо-восточном углу Палатинского холма. Во время правления Гелиогабала с 218 по 222 годы. Элагабалий был духовным центром религиозного культа с неоднозначной репутацией, посвящённый богу Непобедимого Солнца, Элагабалу, первосвященником которого был сам император. 

## История

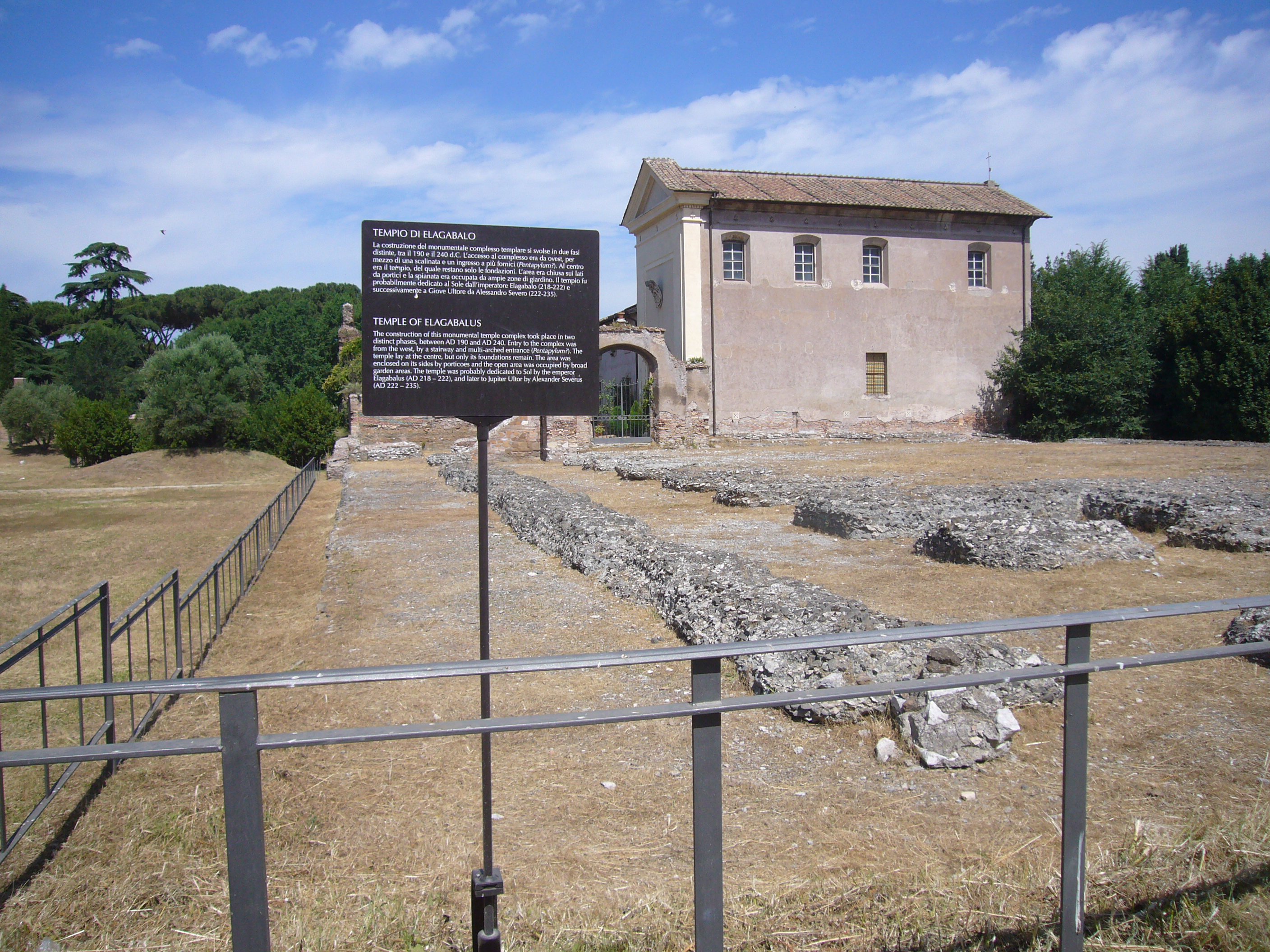
Руины Элагабалия на Винограднике Барберини. Позади - церковь Сан-Себастьяно-аль-Палатино.

Храм представлял собой сооружение с колоннами площадью около 70 на 40 метров. Находился прямо перед Колизеем. Платформа храма была первоначально построена при Домициане между 81 и 96 годами и, возможно, была местом поклонения Юпитеру. Остатки этой террасы до сих пор видны и сегодня в северо-восточном углу Палатинского холма.

Когда Гелиогабал стал императором в 218 году, храм был расширен и переосвящён богу Элагабалу, покровителю его родного города Эмесы (современный Хомс) в Сирии. Гелиогабал переименовал бога на римский манер (Deus Sol Invictus, «Непобедимое Солнце») и лично возглавил культ. Непобедимое Солнце олицетворял конический чёрным камень (байтил), который предположительно был куском метеорита. Геродиан оставил такое описание:
Воздвигнут ему громадный храм, украшенный большим количеством золота, серебра и роскошными драгоценными камнями. Он почитается не только местными жителями, но и все соседние варварские сатрапы и цари каждый год щедро посылают богу роскошные посвящения. Там нет, как у эллинов или римлян, никакой сделанной руками человека статуи, передающей образ бога; имеется там некий огромный камень, снизу закругленный, кончающийся остриём, форма у него конусообразная, цвет же чёрный. Они торжественно заявляют, что он упал с неба, показывают какие-то незначительные выступы и вмятины от удара; они хотят, чтобы это было нерукотворное изображение солнца — так им хочется видеть.
После смерти Гелиогабала император Александр Север снова посвятил храм Юпитеру. Второй, меньший по размеру храм бога Элегабала был построен там, где сейчас стоит церковь Санта-Кроче-ин-Джерусалемме. Неизвестно, посещал ли его кто-либо на протяжении IV века, но даже если это и было так, то этот храм точно был закрыт во время гонений на язычников в поздней Римской империи.